# Euplexia lucipara
Espèce
Euplexia lucipara, la Brillante, est une espèce de lépidoptères de la famille des Noctuidae et du genre Euplexia.

## Description
Comme le suggère le nom vernaculaire anglophone (Small Angle Shades), cette espèce serait étroitement liée à Angle Shades, la Méticuleuse (Phlogophora meticulosa). Pourtant, ces deux espèces ne se ressemblent guère, et Euplexia lucipara est considérablement plus petite (envergure 30-35 mm). Les ailes antérieures sont brun foncé ornées d'une large bande de plus en plus pâle jusqu'aux bords extérieurs de l'aile. Les ailes postérieures sont blanchâtres à la base, graduellement brunies jusqu'aux marges.

## Distribution
On la trouve dans la majeure partie de l'Europe. Partout en France, plus localisée dans le sud et en altitude.

## Biologie
Cette espèce nocturne vole de juin à juillet avec une deuxième génération émergeant parfois en août-septembre, saison de vol valable pour les îles Britanniques. Le papillon est attiré de manière équivalente par la lumière et par le sucre.
La larve, active la nuit, s'alimente souvent de fougères auxquelles elle est habituellement associée. Mais son alimentation est plus variée. Cette espèce hiberne sous forme de chrysalide dans le sol.

### Nourriture de la larve
Athyrium, Betula, Calystegia, Cornus, Delphinium, Epilobium, Fraxinus, Hedera, Lactuca, Ligustrum, Lysimachia, Pteridium, Quercus, Ranunculus, Ribes, Rubus, Salix, Solanum, Tussilago, Urtica, Viburnum.